# Trey Songz
Pour les articles homonymes, voir Trey et Songz.
 (février 2013).
Si vous disposez d'ouvrages ou d'articles de référence ou si vous connaissez des sites web de qualité traitant du thème abordé ici, merci de compléter l'article en donnant les références utiles à sa vérifiabilité et en les liant à la section « Notes et références ».
Trey Songz, de son vrai nom Tremaine Aldon Neverson, né à Petersburg (Virginie) aux États-Unis le 28 novembre 1984, est un chanteur, auteur-compositeur-interprète et acteur américain. Il est signé sur le label Atlantic Records et a déjà treize projets à son actif : I Gotta Make It (2005), Trey Day (2007), Anticipation I, Ready (2009), Passion, Pain & Pleasure (2010), Anticipation II (2011), Chapter V (2012), Trigga (2014), Intermissions I & II (2015), Tremaine The Album (2017), 28, 11 (2018), Back Home (2020)

## Biographie
Lorsque Trey Songz avait 7 ans, sa mère, April Tucker, a épousé un membre de l'armée américaine. Le jeune Tremaine a donc passé les sept années suivantes à voyager à travers le pays, son beau-père étant en poste à différentes bases militaires. La famille est rentrée à Petersburg lorsqu'il a eu 14 ans, et il a commencé sa première année à l'école secondaire Pétersbourg peu de temps après. « Quand je suis revenu, c'est là que j'ai vraiment découvert qui j'étais », a affirmé le chanteur. « Ce furent les années où j'ai essentiellement trouvé Trey Songz. »
Bien que la famille de Trey Songz n'avait pas assez d'argent pour les leçons de musique, la radio était constamment allumée à la maison et dans la voiture. Sa mère a déjà rappelé : « The Temptations, Donny Hathaway, Otis Redding, Prince, Michael Jackson lui sont familier, car c'est ce que nous avons écouté en grandissant. »
Sur l'insistance de ses amis, Trey Songz a chanté au Salon du gouverneur Appomattox régional Talent école[pas clair] à Saint-Pétersbourg en 1998. Sa mère a montré son soutien en participant à l'événement. Elle n'avait pas à s'inquiéter, cependant, la performance de son fils (sa première devant un public) fut une grande réussite, un précurseur à son succès futur dans le business de la musique.
Un an plus tard, à l'âge de 15 ans, le producteur de musique Troy Taylor rencontre Trey Songz à un concours de chant télévisé, et c'est en 2002 que le chanteur signe un contrat avec Atlantic Records. Lorsque Trey est diplômé de l'école secondaire, il déménage dans le New Jersey pour enregistrer son premier album, dans espoir de faire carrière dans la musique.

## Carrière musicale
En 2003, Trey Songz signe un contrat d'enregistrement et reçoit une avance de 100 000 $. Deux ans plus tard, il sort son premier album, I Gotta Make It (2005) avec comme extrait un titre éponyme, auquel participe le rappeur au flow rapide Twista. L'album fut un succès modéré, se vendant à 395 000 exemplaires et culminant à la 20e place du palmarès Billboard. Par la suite, il collabore avec différents artistes, en majorité des rappeurs, dont Twista (sur l'album de celui-ci), Jim Jones, Scarface, Rebstar (en), Plies et Fabolous.
En 2007 sort l'album nommé Trey Day, qui se vend à 73 000 copies dès la première semaine culmine à la 11e place du Billboard. Le 1er single Wonder Woman eu un succès modéré contrairement au 2d single Can't Help But Wait, qui atteint la 11e place du Billboard Hot 100 et qui fut nommé pour un Grammy Award pour la « meilleure performance de R & B Vocal Masculine ». À la suite de Can't Help But Wait il sort un 3e single Last Time, qui n'arrive cependant pas à faire mieux dans les charts que son prédécesseur.
En parallèle Trey Songz apparaît dans les clips de plusieurs artistes, dont Yo (Excuse Miss) de Chris Brown, Best I Ever Had de Drake et Miss Independent de Ne-yo, trois artistes dont il est relativement proche. Il fait aussi partie du projet Ocean's 7 organisé autour de Jermaine Dupri où B. Cox, Johnta Austin, Usher et Nelly sont aussi conviés.
Le 31 août 2009, Trey sort son 3e album studio intitulé Ready. Cet opus qui est porté par 6 single à succès (I Need a Girl, Successful avec Drake, LOL Smiley Face, I Invented Sex, Say Aah avec Fabolous et Neighbors Know My Name.) qui ont inondé les ondes radios pendant plusieurs mois lui permettant même d'atteindre la 3e place du Billboard.
Trey Songz a complètement réinventé son image et son son. Il a travaillé de façon intensive son corps (développé les abdos ciselés et la musculature du dos qu'il affiche, torse nu, sur la pochette de l'album), coupé ses tresses et échangé ses jeans baggy et baskets pour les pantalons sur mesure et des chemises boutonnées. Songz a également révisé son style musical, laissant les ballades d'amour mélancoliques qui ont marqué ses premiers albums en faveur de l'hyper-sexualisé.[pas clair]
En 2009, il co-interprète Yesterday, premier extrait de l'album Pulse de Toni Braxton, sorti en 2010.
Durant l'année 2010, Trey Songz prouva qu'il est un adepte du remix, en reprenant des morceaux de R'n'B les plus connus comme Hard de Rihanna ou Lil Freak de Usher. Trey Songz est devenu la référence des États-Unis en matière du R'n'B.[réf. nécessaire]
Ses singles, Bottoms up en collaboration avec l'artiste Nicki Minaj, ainsi que Can't be friends, sont tirés de son quatrième album Passion, Pain & Pleasure.
Le 18 août 2011, il a été annoncé que Trey Songz travaillera sur son 5e album intitulé Chapter V, qui sort le 21 août 2012. Le titre de ce nouvel album fait référence au fait que c'est le cinquième album de l'artiste.
Le 14 février 2014, Trey Songz annonce son 6e album pour l'été 2014, intitulé Trigga, qui fait référence à son surnom. Le même jour, le single You're Mine (Eternal) de Mariah Carey, dont le remix est avec Trey Songz, est publié.
Trigga sort le 1er juillet 2014 et se retrouve 1er du classement Billboard 200 chart dès la première semaine. Cet album regroupe différentes collaborations avec Nicki Minaj, Mila J, Justin Bieber, Juicy J et Ty Dolla Sign.

## Vie privée
Trey songz est un ami proche des artistes Drake, Chris Brown, Tyga, Lil Wayne, French Montana ou encore P.Diddy.
Trey Songz a régulièrement été mis en avant pour son physique sur les réseaux sociaux, essentiellement grâce à son succès auprès de la gent féminine. Il a par ailleurs été en couple avec les modèles vixen et actrices Claudia Jordan, Drew Sidora, Lauren London dans la période de 2009 à 2013. Il fréquente aussi les modèles Iesha Marie, Tabby Brown, Bernice Burgos, Britanny Renner, Tanaya Henry ou encore Lori Harvey entre 2014 et 2018. En 2011, Trey Songz a vécu une courte idylle avec l'actrice Alexandra Daddario,.
Trey Songz a également eu une romance avec les chanteuses Ciara, Keri Hilson, et Milla J. En 2016, il est en couple avec la starlette de tv-réalité Khloe Kardashian.
Trey Songz a longtemps été au centre de rumeurs le disant homosexuel. Cependant, l'artiste a maintes fois démenti.
Le 16 mai 2019, Trey Songz annonce qu'il est père d'un enfant nommé Noah L. Neverson,,,. L'identité de la mère est révélé quelque mois plus tard, il s'agit de la modèle Instagram Carol Colon,.

### Accusations de viols et allégations de conduites inappropriées
En 2015, la chanteuse Bebe Rexha révèle avoir été contrainte à un baiser forcé par Trey Songz au cours d'une fête privée,.
En 2017, l'actrice Keke Palmer monte au créneau pour dénoncer des comportements de harcèlements moraux qu'elle aurait subis par Trey Songz. En effet, ce dernier aurait insisté auprès de Keke Palmer pour qu'elle apparaisse dans un clip vidéo qu'il était en train de diriger contraignant l'actrice à se cacher dans une armoire. Trey Songz aurait par la suite exploité les rushs vidéos où elle apparaissait sans son aval et ceci malgré le fait qu'elle eut exprimé son désaccord quant à une apparition dans le clip.
En février 2018, Trey Songz est la cible d'accusation de violences par sa compagne de l'époque,. La même année, une autre femme aurait été la cible de comportements irrespectueux de la part du chanteur lors d'une soirée. La dispute aurait dégénéré sur le parking de l'établissement où se serait déroulé les faits. 
En 2020, Célina Powell ainsi que son amie Aliza Jane, deux modèles Onlyfans que le chanteur avait fréquenté un temps, allèguent avoir été séquestrées et abusées sexuellement par l'artiste. Elles agrémentent leurs témoignages de détails sordides tendant à mettre en avant la volonté d'humilier et dominer les jeunes femmes lors de ces rapports. Le chanteur se défendra de toute relation contrainte en postant des échanges privés avec ces femmes sur ses réseaux sociaux.
En 2013 déjà, une autre femme décrit des faits d'attouchements sexuels commis par l'artiste dans un complexe hôtelier. Une vidéo incriminant Trey Songz circula sur les réseaux, notamment Twitter. La plaignante le poursuivit en justice, lui réclamant 5 millions de dollars en indemnisation du préjudice moral.
En mai 2021, le chanteur est accusé d’avoir volontairement percuté une femme avec sa voiture lors d'une dispute avant de prendre la fuite.
En février 2022, une jeune femme se présentant sous l'Alias de Jane Doe, et que la presse identifiera plus tard comme étant Jauhara Jeffries, témoigne avoir été contrainte à des rapports sexuels non-consentis par Trey Songz lors d'une fête à Los Angeles en 2016. La plaignante réclame 20 millions de dollars à l'artiste en guise de réparation avant que sa demande ne soit rejetée.

## Discographie

### Singles
- 2005 : Gotta Make It
- 2005 : Gotta Go
- 2007 : Can't Help But Wait
- 2007 : Last Time
- 2008 : Missin' You
- 2009 : Brand New
- 2009 : I Need A Girl
- 2009 : Neighbors Know My Name
- 2009 : I Invented Sex
- 2009 : Yesterday (Toni Braxton Feat. Trey Songz)
- 2010 : One Love
- 2010 : Say Aah (feat. Fabolous)
- 2010 : Yo Side Of The Bed
- 2010 : Alone
- 2010 : Please Return My Call
- 2010 : Doorbell
- 2010 : Neighbors Know My Name
- 2010 : Already Taken
- 2010 : Bottoms Up (feat. Nicki Minaj)
- 2010 : Can't Be Friends
- 2010 : Love Faces
- 2011 : When I See You
- 2011 : Out Of My Head (feat. Lupe Fiasco)
- 2011 : Can't Get Enough (feat. J. Cole)
- 2011 : The Way You Move (feat. Ne-Yo & T-Pain)
- 2011 : Top Of The World
- 2012 : Be The One (feat. Lloyd & Jeezy)
- 2012 : What I Be On
- 2012 : It's Gonn' Be On
- 2012 : Sex Ain't Better Than Love
- 2012 : Heart Attack
- 2012 : I Don't Really Care (feat. Waka Flocka)
- 2012 : 2 Reasons (feat. T.I)
- 2012 : Dive In
- 2012 : Simply Amazing
- 2012 : Hail Mary  (feat. Lil Wayne & Young Jeezy)
- 2012 : Never Again
- 2013 : Never Again (French Version) (feat. Zaho)
- 2013 : Fumble
- 2013 : Na Na
- 2014 : Ordinary (feat. Jeezy)
- 2014 :Who Do You Love (Remix)
- 2014 : You're Mine (Eternal) (Mariah Carey Feat. Trey Songz)
- 2014 :SmartPhones
- 2014 : Foreign
- 2014 : Change your mind
- 2014 : Touchin, Lovin (feat. Nicki Minaj)
- 2015 : Slowmotion
- 2015 : Bum Bum (Kat DeLuna Feat. Trey Songz)

## Filmographie
- 2013 : Texas Chainsaw 3D de John Luessenhop : Ryan
- 2013 : Destination Love de David E. Talbert : Damon Diesel
- 2018 : Blood Brother de John Pogue : Sonny
- 2019 : Sex crimes de D.J Caruso